# Anderson
Anderson ist ein patronymisch gebildeter Familienname mit der Bedeutung „Sohn des Anders“.

## Namensträger

### A
- Aaliyannah Anderson (* 2006), britische Hürdenläuferin (Cayman Islands)
- Adam Anderson (* 1984), britischer Musiker der Synthiepop-Band Hurts
- Adam Anderson (Tennisspieler), australischer Tennisspieler
- Al Anderson (* 1950), US-amerikanischer Gitarrist
- Alan Anderson (* 1982), US-amerikanischer Basketballspieler
- Alan Orr Anderson (1879–1958), schottischer Historiker
- Albert Anderson (Politiker) (1907–1981), nordirischer Politiker
- Albert Anderson (Rugbyspieler) (* 1961), neuseeländischer Rugbyspieler
- Albert Barnes Anderson (1857–1938), US-amerikanischer Jurist
- Albert R. Anderson (1837–1898), US-amerikanischer Politiker
- Alberto Anderson (1900–??), argentinischer Ruderer
- Alden Anderson (1867–1944), US-amerikanischer Politiker
- Aldon Junior Anderson (1917–1996), US-amerikanischer Jurist
- Alex Anderson (1920–2010), US-amerikanischer Trickfilm-Zeichner
- Alexander Anderson (Mathematiker) (um 1582–1620), schottischer Mathematiker
- Alexander Anderson (Botaniker) (1748–1811), britischer Chirurg und Botaniker
- Alexander Anderson (Illustrator) (1775–1870), US-amerikanischer Illustrator und Holzschnittkünstler
- Alexander Anderson (Politiker, 1811) (1811–1862), australischer Politiker
- Alexander Anderson (Schriftsteller) (1845–1909), schottischer Schriftsteller
- Alexander Anderson (Politiker, 1888) (1888–1954), schottischer Politiker
- Alexander Anderson, eigentlicher Name von Sascha Anderson (* 1953), deutscher Schriftsteller
- Alexander O. Anderson (1794–1869), US-amerikanischer Politiker
- Alexandria Anderson (* 1987), US-amerikanische Leichtathletin
- Alfred Anderson (1896–2005), britischer Veteran des Ersten Weltkrieges
- Alfredo Anderson (* 1978), panamaischer Fußballtorhüter
- Alice Anderson (* 1976), britische Künstlerin
- Alyssa Anderson (* 1990), US-amerikanische Schwimmerin
- Amber Anderson (* 1992), britisches Model, Schauspielerin
- Amos Valentin Anderson (1878–1961), finnischer Verleger
- Anders Anderson (1822–1892), schwedischer Arzt und Schriftsteller
- Andrea Anderson (* 1977), US-amerikanische Leichtathletin
- Andree Anderson (* 1936), US-amerikanische Eiskunstläuferin
- Andrew Anderson (Fußballspieler, 1885) (1885–1969), schottischer Fußballspieler
- Andrew Anderson (Fußballspieler, 1909) (1909–1991), schottischer Fußballspieler
- Andrew Anderson (Tennisspieler) (* 1983), südafrikanischer Tennisspieler
- Andy Anderson (Fußballspieler) (1909–1991), schottischer Fußballspieler
- Andy Anderson (Rockabilly-Musiker) (* 1935), US-amerikanischer Musiker
- Andy Anderson (Schlagzeuger) (1951–2019), britischer Musiker, Mitglied von The Cure
- Andy Anderson (Sänger), liberianischer Sänger
- Angry Anderson (* 1947), australischer Rocksänger und Schauspieler
- Anna Anderson (1896–1984), angebliche russische Zarentochter
- Anne Anderson (Illustratorin) (1874–1930), schottische Illustratorin
- Anne Anderson (Diplomatin) (* 1952), irische Diplomatin
- Anthony Anderson (* 1970), US-amerikanischer Schauspieler
- Anton Anderson (1892–1960), US-amerikanischer Ingenieur und Lokalpolitiker
- Arn Anderson (Martin Lunde; * 1958), US-amerikanischer Wrestler
- Aron Anderson (* 1988), schwedischer Abenteurer und Ausnahmesportler
- Arthur Anderson (1791–1868), englischer Unternehmer
- Arthur Anderson (Leichtathlet) (1886–1967), britischer Leichtathlet
- Arvid Anderson († 2015), US-amerikanischer Manager und Verwaltungsbeamter
- Atholl John Anderson (* 1943), neuseeländischer Archäologe und Anthropologe
- Aubrey Anderson-Emmons (* 2007), US-amerikanische Kinderdarstellerin
- Audrey Marie Anderson (* 1975), US-amerikanisches Model und Schauspielerin
- Axel Anderson (1929–2012), puerto-ricanischer Schauspieler

### B
- Bamba Anderson (* 1988), brasilianischer Fußballspieler
- Barbara Anderson (Autorin) (1926–2013), neuseeländische Schriftstellerin
- Barbara Anderson (Schauspielerin) (* 1945), US-amerikanische Schauspielerin
- Barry Anderson (Komponist) (1935–1987), neuseeländischer Komponist
- Barry Anderson (Organist), kanadischer Organist und Chorleiter
- Barry Anderson (Sänger) (* 1959), Sänger (Bariton)
- Barry Anderson (Schiedsrichter), US-amerikanischer Schiedsrichter im American Football
- Barry Anderson (Videokünstler) (* 1969), US-amerikanischer Videokünstler
- Becky Anderson (* 1967), britische Journalistin
- Benedict Anderson (1936–2015), US-amerikanischer Politikwissenschaftler
- Benjamin Anderson (1886–1949), US-amerikanischer Ökonom
- Bernard Anderson (1919–1997), US-amerikanischer Jazztrompeter
- Bertil Anderson (* 1948), schwedischer Biochemiker
- Beth Anderson (* 1950), US-amerikanische Komponistin
- Betty Harvie Anderson, Baroness Skrimshire of Quarter (1913–1979), britische Politikerin (Conservative Party)
- Beverly Anderson (* 1938), US-amerikanische Skirennläuferin
- Bill Anderson (Filmproduzent) (William Hillyard Anderson; 1911–1997), US-amerikanischer Filmproduzent
- Bill Anderson (Kraftsportler) (William Smith Anderson; 1937–2019), schottischer Strongman
- Bill Anderson (Sänger) (James William Anderson; * 1937), US-amerikanischer Singer-Songwriter
- Bill Anderson (Manager) (William N. Anderson; * 1966), US-amerikanischer Chemieingenieur und Industriemanager
- Billy Anderson, US-amerikanischer Musikproduzent, Tontechniker und Musiker
- Black Jack Anderson († 1835), US-amerikanischer Pirat
- Blake Anderson (* 1984), US-amerikanischer Komiker, Schauspieler und Drehbuchautor
- Bob Anderson (Fechter) (1922–2012), englischer Schauspieler und Fechter
- Bob Anderson (Fußballspieler) (1924–1994), schottischer Fußballspieler
- Bob Anderson (Rennfahrer) (1931–1967), britischer Automobil- und Motorradrennfahrer
- Bob Anderson (Dartspieler) (* 1947), englischer Dartspieler
- Bob Anderson (Läufer) (* 1947), amerikanischer Läufer, Fotograf und Verleger
- Bob Anderson (Regisseur) (* 1965), amerikanischer Regisseur
- Bobby Anderson (Fußballspieler, 1897) (Robert Nicol Smith Anderson; 1897–1974), schottischer Fußballspieler
- Bobby Anderson (Fußballspieler, 1928) (Robert Anderson; 1928–2000), schottischer Fußballspieler
- Bobby Anderson (Fußballspieler, 1937) (Robert Gibb Anderson; 1937–2020), schottischer Fußballspieler
- Bobby Anderson (Footballspieler) (Robert Conrad Anderson; * 1947), US-amerikanischer Footballspieler
- Boris Anderson (* 1978), deutscher Filmregisseur und Drehbuchautor
- Bow Anderson (* 1997), schottische Sängerin und Songschreiberin
- Brad Anderson (* 1964), US-amerikanischer Filmregisseur und Drehbuchautor
- Brad Anderson (Cartoonist) (1924–2015), US-amerikanischer Cartoonist
- Bradley J. Anderson (1957–2000), US-amerikanischer Kostümbildner
- Brady Anderson, US-amerikanischer Baseballspieler
- Brandon Paak Anderson (* 1986), US-amerikanischer Sänger, Musiker und Musikproduzent, siehe Anderson Paak
- Brent Anderson (* 1955), US-amerikanischer Comic-Künstler
- Brett Anderson (* 1967), englischer Sänger und Songwriter
- Brett Anderson (Baseballspieler) (* 1988), US-amerikanischer Baseballspieler
- Brian Anderson (Boxer) (* 1939), irischer Boxer
- Brian Anderson (Ingenieur) (Brian David Outram Anderson; * 1941), australischer Ingenieur und Hochschullehrer
- Brian Anderson (Schachspieler), neuseeländischer Fernschachspieler
- Brian Anderson (Baseballspieler, 1972) (* 1972), US-amerikanischer Baseballspieler (Pitcher)
- Brian Anderson (Skateboarder) (* 1976), US-amerikanischer Skateboarder
- Brian Anderson (Baseballspieler, 1982) (* 1982), US-amerikanischer Baseballspieler (Outfielder)
- Brian Anderson (Baseballspieler, 1993) (* 1993), US-amerikanischer Baseballspieler (Third Baseman)
- Britany Anderson (* 2001), jamaikanische Leichtathletin
- Bruce Anderson (Kolumnist), britischer Kolumnist
- Bruce Anderson (Schachspieler) (* 1948), neuseeländischer Schachspieler
- Bruce Anderson (Snookerspieler), neuseeländischer Snookerspieler
- Bruce Anderson (Filmproduzent), Filmproduzent
- Bruce Anderson (Fußballspieler) (* 1998), schottischer Fußballspieler

### C
- C. Elmer Anderson (1912–1998), US-amerikanischer Politiker
- C. J. Anderson (* 1991), US-amerikanischer American-Football-Spieler
- Cadillac Anderson, (eigentlich Gregory Wayne Anderson; * 1964), US-amerikanischer Basketballspieler, siehe Greg Anderson (Basketballspieler)
- Calvin Anderson (* 1988), US-amerikanischer Pokerspieler
- Capri Anderson (* 1988), US-amerikanische Pornodarstellerin
- Carl Anderson (Szenenbildner) (1903–1989), US-amerikanischer Szenenbildner
- Carl Anderson (Sänger) (1945–2004), US-amerikanischer Sänger und Schauspieler
- Carl C. Anderson (1877–1912), US-amerikanischer Politiker
- Carl David Anderson (1905–1991), US-amerikanischer Physiker
- Carol Marguerite Anderson (* 1951), kanadische Tänzerin und Choreografin
- Casey Anderson, US-amerikanischer Blues- und Folksänger
- Cat Anderson (1916–1981), US-amerikanischer Jazz-Trompeter
- Chapman L. Anderson (1845–1924), US-amerikanischer Politiker
- Charles Anderson (Politiker) (1814–1895), US-amerikanischer Politiker
- Charles Anderson (Mineraloge) (1876–1944), australischer Mineraloge und Paläontologe
- Charles Anderson (1905–1991), US-amerikanischer Physiker, siehe Carl David Anderson
- Charles Anderson (Reiter) (1914–1993), US-amerikanischer Reitsportler
- Charles Anderson (Erfinder), US-amerikanischer Erfinder und Techniker
- Charles Anderson (Fußballspieler) (* 1985), kamerunischer Fußballspieler
- Charles Anderson-Pelham, 1. Baron Yarborough (1749–1823), britischer Peer und Politiker
- Charles Anderson-Pelham, 1. Earl of Yarborough (1781–1846), britischer Peer und Politiker
- Charles Anderson-Pelham, 2. Earl of Yarborough (1809–1862), britischer Peer und Politiker
- Charles Alfred Anderson (1902–1990), US-amerikanischer Geologe und Petrograph; siehe Charles A. Anderson
- Charles Arthur Anderson (1899–1977), US-amerikanischer Politiker
- Charles David Anderson (1827–1901), US-amerikanischer General im konföderierten Heer
- Charles Groves Wright Anderson (1897–1988), südafrikanisch-australischer Offizier und Politiker
- Charles H. Anderson (1934–um 1976), US-amerikanischer Blues- und Folk-Sänger, siehe Casey Anderson
- Charles Marley Anderson (1845–1908), US-amerikanischer Politiker
- Charles Palmerston Anderson (1865–1930), US-amerikanischer anglikanischer Bischof
- Chester Anderson (1932–1991), US-amerikanischer Dichter und Science-fiction-Schriftsteller
- Chosen Anderson (* 1993), US-amerikanischer Footballspieler
- Chris Anderson (Musiker) (1926–2008), US-amerikanischer Jazz-Pianist
- Chris Anderson (Rugbyspieler) (* 1952), australischer Rugby-League-Spieler- und Trainer
- Chris Anderson (Songwriter) (* 1956), US-amerikanischer Sänger, Songwriter, Gitarrist und Produzent
- Chris Anderson (Unternehmer) (* 1957), britischer Medienunternehmer, Kurator von TED
- Chris Anderson (Journalist) (* 1961), US-amerikanischer Journalist
- Chris Anderson (Leichtathlet) (* 1968), australischer Leichtathlet
- Christian Anderson (* 1974), US-amerikanisch-deutscher Basketballspieler
- Christian Anderson Jr. (* 2006), US-amerikanisch-deutscher Basketballspieler
- Christian Daniel Anderson (1753–1826), deutscher Jurist, Archivar und Historiker
- Christine Anderson (* 1968), deutsche Politikerin (AfD)
- Claire Anderson (1891–1964), US-amerikanische Schauspielerin
- Clarence Anderson (1922–2024), US-amerikanischer Jagdflieger und Testpilot
- Clayton Anderson (* 1959), US-amerikanischer Astronaut
- Clifford Anderson (1833–1899), US-amerikanischer Jurist und Politiker
- Clinton Presba Anderson (1895–1975), US-amerikanischer Politiker, US-Agrarminister
- Clive Anderson (* 1952), britischer Stand-Up-Comedian und Autor
- Clóvis Anderson (* 1963), brasilianischer Radrennfahrer
- Colin Anderson (1912–1987), australischer Sportschütze
- Colorado Anderson (* 1999), ecuadorianischer Leichtathlet
- Corey Anderson (Kampfsportler) (* 1989), US-amerikanischer Kampfsportler
- Corey Anderson (Cricketspieler) (* 1990), neuseeländischer Cricketspieler
- Corey Anderson (Leichtathlet) (* 2000), australischer Leichtathlet
- Craig A. Anderson (* 1952), US-amerikanischer Psychologe
- Craig Anderson (Baseballspieler) (* 1980), australischer Baseballspieler
- Craig Anderson (Eishockeyspieler) (Craig Peter Anderson; * 1981), US-amerikanischer Eishockeytorwart
- Curtis Anthony Anderson (* 1940), US-amerikanischer Philosoph und Hochschullehrer

### D
- Dale Anderson (Politiker) (Naaman Dal E. Anderson; 1916–1996), US-amerikanischer Politiker
- Dale Anderson (Cricketspieler) (Dale Thomas Anderson; 1931–2021), australischer Australian-Football- und Cricket-Spieler
- Dale Anderson (Eishockeyspieler) (Dale Norman Anderson; 1932–2015), kanadischer Eishockeyspieler
- Dale Anderson (Boxer) (Dale Irwin Anderson; * 1953), kanadischer Boxer
- Dale Anderson (Fußballspieler) (* 1970), englischer Fußballspieler
- Dale A. Anderson (Dale Arden Anderson; * 1936), US-amerikanischer Raumfahrtingenieur und Hochschullehrer
- D’Andre Anderson (* 2001), jamaikanischer Sprinter
- Dagvin Anderson (* 1970), US-amerikanischer General
- Dana Z. Anderson (* 1953), US-amerikanischer Physiker
- Daniel Anderson (* 1968), deutscher Film-, Theater- und Fernsehregisseur, Drehbuchautor
- Daphne Anderson († 2013), britische Schauspielerin
- Darcy Anderson (* 1974), italo-kanadischer Eishockeyspieler
- Darla K. Anderson, US-amerikanische Filmproduzentin
- Darren Anderson (* 1969), US-amerikanischer American-Football-Spieler
- Daryl Anderson (* 1951), US-amerikanischer Schauspieler
- Dave Anderson (Baseballspieler, 1868) (1868–1897), US-amerikanischer Baseballspieler
- Dave Anderson (Journalist) (1929–2018), US-amerikanischer Sportjournalist
- Dave Anderson (Filmtechniker), US-amerikanischer Filmtechniker
- Dave Anderson (Schauspieler) (* 1945), schottischer Schauspieler
- Dave Anderson (Musiker) (* 1949), britischer Musiker
- Dave Anderson (Baseballspieler, 1960) (* 1960), US-amerikanischer Baseballspieler
- Dave Anderson (Fußballspieler) (* 1962), nordirischer Fußballtorwart und -trainer
- David Anderson (Bischof) (1814–1885), anglikanischer Bischof
- David Anderson (Jurist) (1916–1995), schottischer Jurist und Politiker
- David Anderson (Ruderer) (* 1932), australischer Ruderer
- David Anderson (Publizist) (1937–1997), US-amerikanischer Publizist und Diplomat
- David Anderson (Politiker) (* 1937), kanadischer Ruderer und Politiker
- David Anderson (Cricketspieler) (1940–2005), australischer Cricketspieler
- David Anderson (Ozeanograf), Ozeanograf
- David Anderson (Regisseur) (1952–2015), britischer Animator und Regisseur
- David Anderson (Politiker, 1954) (* 1954), britischer Politiker der Isle of Man
- David Anderson, Baron Anderson of Ipswich (* 1961), britischer Jurist und Life Peer
- David Anderson (Boxer) (* 1965), britischer Boxer
- David Anderson (Leichtathlet) (* 1965), australischer Hochspringer
- David Anderson (Rugbyspieler, 1969) (* 1969), australischer Rugby-League-Spieler
- David Anderson (Skirennläufer) (* 1979), kanadischer Skirennläufer
- David Anderson (Rugbyspieler, 1995) (* 1995), niederländischer Rugby-Union-Spieler
- David Heywood Anderson (* 1937), britischer Jurist
- David J. Anderson, Softwareentwickler
- David K. Anderson (1935–2010), US-amerikanischer Kunsthändler
- David LeRoy Anderson, US-amerikanischer Maskenbildner
- David Murray Anderson, britischer Admiral und Politiker, Gouverneur von Neufundland und New South Wales
- David V. Anderson (1899–1979), US-amerikanischer Politiker
- David W. Anderson, US-amerikanischer Unternehmer und Politiker
- Denis Anderson (* 1979), deutscher Tischtennisspieler
- Deon Anderson (* 1983), US-amerikanischer American-Football-Spieler

- Derek Anderson (Fußballspieler) (* 1972), schottischer Fußballspieler
- Derek Anderson (Basketballspieler) (* 1974), amerikanischer Basketballspieler
- Derek Anderson (Footballspieler) (* 1983), amerikanischer Footballspieler

- Derrick Anderson (Hockeyspieler) (* 1936), kanadischer Hockeyspieler
- Derrick Anderson (Judoka) (* 1966), Judoka aus Guam
- Des Anderson (Fußballspieler, 1938) (* 1938), schottischer Fußballspieler
- Des Anderson (Fußballspieler, 1940) (* 1940), nordirischer Fußballspieler
- Dick Anderson (* 1946), US-amerikanischer American-Football-Spieler
- Dillon Anderson (1906–1974), US-amerikanischer Politiker und Jurist
- Don Anderson, ein Pseudonym von Edo Zanki (1952–2019), kroatischer Musiker und Produzent
- Don L. Anderson (1933–2014), US-amerikanischer Geophysiker
- Donald Anderson, Baron Anderson of Swansea (* 1939), britischer Politiker (Labour)
- Donald Thomas Anderson (* 1939), britischer Zoologe
- Doneisha Anderson (* 2000), bahamaische Leichtathletin
- Donna Anderson (* 1939), US-amerikanische Schauspielerin
- Doris Hilda Anderson (1921–2007), kanadische Autorin, Verlegerin und Aktivistin
- Doris Margaret Anderson (1922–2022), kanadische Politikerin
- Douglas A. Anderson (* 1959), US-amerikanischer Literaturwissenschaftler und Buchhändler
- Duke Anderson, US-amerikanischer Jazz- und R&B-Musiker
- Dusty Anderson (1918–2007), US-amerikanische Schauspielerin und Fotomodel
- Dwayne Anderson (* 1986), US-amerikanischer Basketballspieler

### E
- Earl E. Anderson († 2015), US-amerikanischer General
- Ebimo West Anderson (* 1989), nigerianischer Fußballspieler
- Ed Anderson (1886–??), US-amerikanischer Sportschütze
- Eddie Anderson (1905–1977), US-amerikanischer Schauspieler und Radio-Comedian
- Edgar Shannon Anderson (1897–1969), US-amerikanischer Botaniker
- Edith Anderson (1915–1999), deutsch-US-amerikanische Schriftstellerin und Übersetzerin
- Edmund Anderson (Jurist) (1530–1605), britischer Anwalt und Richter
- Edmund E. Anderson (1906–1989), US-amerikanischer Automobildesigner
- Edmund Anderson (Liedtexter) (1912–2002), US-amerikanischer Musikproduzent und Liedtexter
- Edna Anderson-Owens († 2015), US-amerikanische Musikmanagerin
- Eduard Anderson (1873–1947), deutscher Maler
- Eduardo Anderson (Hockeyspieler) (* 1950), argentinischer Hockeyspieler
- Eduardo Anderson (Fußballspieler) (* 2001), panamaischer Fußballspieler
- Edward Anderson (Fußballspieler, 1879) (1879–1954), schottischer Fußballspieler
- Edward Anderson (Fußballspieler, 1883) (1883–1975), englischer Fußballspieler
- Edward Anderson (Schriftsteller) (1905–1969), US-amerikanischer Schriftsteller und Journalist
- Edward Anderson (Sportschütze) (1908–??), belizischer Sportschütze
- Edward Anderson (Drehbuchautor), US-amerikanischer Drehbuchautor und Regisseur
- Edward Anderson (Radsportler) (* 1998), US-amerikanischer Radsportler
- Edward Frederick Anderson (1931–2001), US-amerikanischer Botaniker
- Edwin Anderson, US-amerikanischer Admiral
- Elda Emma Anderson (1899–1961), US-amerikanische Physikerin
- Elijah Anderson (* 1943), US-amerikanischer Soziologe
- Elisabeth Anderson (* 1989), US-amerikanische Skispringerin
- Elizabeth Anderson, Geburtsname von Elizabeth Goodwin (* um 1940), schottische Badmintonspielerin
- Elizabeth Anderson (Drehbuchautorin), US-amerikanische Drehbuchautorin und Schauspielerin
- Elizabeth Anne Roche Anderson (1908–vor 1984), schottische Badmintonspielerin
- Elizabeth Garrett Anderson (1836–1917), britische Ärztin und Frauenrechtlerin
- Elizabeth S. Anderson (* 1959), US-amerikanische Philosophin und Hochschullehrerin
- Ella Anderson (* 2005), US-amerikanische Kinderdarstellerin und Schauspielerin
- Elliot Anderson (* 2002), schottisch-englischer Fußballspieler
- Elzie Anderson (* 1966), US-amerikanischer American-Football-Spieler
- Emilee Anderson (* 1995), US-amerikanische Skispringerin
- Emma Carrick-Anderson (* 1975), britische Skirennläuferin
- Emmett T. Anderson (1890–1969), US-amerikanischer Politiker
- Enrique Anderson Imbert (1910–2000), argentinischer Literaturkritiker und Schriftsteller
- Enza Anderson, kanadische Gay-Aktivistin und Politikerin
- Ephraim Saul Anderson (1911–2006), britischer Mikrobiologe
- Eric Anderson (1931–1990), englischer Fußballspieler
- Erich Anderson (1957–2024), US-amerikanischer Schauspieler und Autor
- Erika Anderson (1914–1976), österreich-amerikanische Kamerafrau und Fotografin, siehe Erica Anderson
- Erika Anderson (Schauspielerin) (* 1963), US-amerikanische Schauspielerin
- Ernest Masson Anderson (1877–1960), schottischer Geologe
- Ernestine Anderson (1928–2016), US-amerikanische Jazz- und Blues-Sängerin
- Esther Anderson (* 1979), australische Schauspielerin und Model
- Eugenie Anderson, US-amerikanische Diplomatin
- Eva K. Anderson (* 1977), österreichische Musikerin
- Evelyn Anderson (1909–1977), deutsch-britische Journalistin
- Evelyne Anderson (* 1929), kanadische Schauspielerin und Sängerin
- Ever Anderson (* 2007), US-amerikanische Kinderdarstellerin und Model

### F
- Felipe Anderson (* 1993), brasilianischer Fußballspieler
- Ferdinand Anderson (1804–1864), deutscher Jurist und Abgeordneter in der Frankfurter Nationalversammlung
- Fergus Anderson (1909–1956), britischer Motorradrennfahrer
- Forrest H. Anderson (1913–1989), US-amerikanischer Politiker
- Frank Anderson (Geheimdienstmitarbeiter) (Frank Ray Anderson; 1942–2020), US-amerikanischer Geheimdienstmitarbeiter
- Frank Anderson (Schiedsrichter) (* 1975), US-amerikanischer Fußballschiedsrichter
- Frank Ross Anderson (1928–1980), kanadischer Schachspieler
- Frank Winfield Anderson (* 1948), US-amerikanischer Mörder
- Fred Anderson (1929–2010), US-amerikanischer Jazzmusiker (Tenorsaxophon, Komposition)
- Fred Anderson (Historiker) (* 1949), US-amerikanischer Historiker
- Frederick Anderson (Fußballspieler) (1855–1940), schottischer Fußballspieler
- Frederick L. Anderson (1905–1969), US-amerikanischer General
- Freya Anderson (* 2001), britische Schwimmerin
- Friedel Anderson (* 1954), deutscher Maler

### G
- G. G. Anderson (* 1949), deutscher Komponist, Produzent und Schlagersänger
- G. V. Anderson, britische Schriftstellerin
- Gail Anderson (Grafikdesignerin) (* 1962), US-amerikanische Grafikdesignerin, Autorin und Dozentin
- Gail Anderson-Dargatz (* 1963), kanadische Autorin
- Gail V. Anderson († 2014), US-amerikanischer Mediziner
- Garret Joseph Anderson (* 1973), US-amerikanischer Baseballspieler
- Gary Anderson (Sportschütze) (* 1939), US-amerikanischer Sportschütze und Politiker
- Gary Anderson (* 1947), australischer Sänger und Schauspieler, Angry Anderson
- Gary Anderson (Jazzmusiker) (* 1947), US-amerikanischer Jazzmusiker
- Gary Anderson (Ingenieur) (* 1951), britischer Motorsportingenieur und -designer
- Gary Anderson (Fußballspieler) (* 1955), englischer Fußballspieler
- Gary Anderson (Footballspieler, 1959) (* 1959), südafrikanischer American-Football-Spieler (Kicker)
- Gary Anderson (Footballspieler, 1961) (* 1961), US-amerikanischer American-Football-Spieler (Runningback)
- Gary Anderson (Radsportler) (* 1967), neuseeländischer Radsportler
- Gary Anderson (Schwimmer) (* 1969), kanadischer Schwimmer
- Gary Anderson (Dartspieler) (* 1970), schottischer Dartspieler
- Gary J. Anderson, kanadischer Politiker
- Gene Anderson (Schauspielerin) (1931–1965), britische Schauspielerin
- Gene Anderson (Wrestler) (1933–1991), US-amerikanischer Wrestler
- Geneviere Anderson (* vor 2002), Schauspielerin, Stuntfrau, Produzentin, Drehbuchautorin und Fernsehköchin
- George Anderson (Botaniker) (?–1817), englischer Botaniker
- George Anderson (Fußballspieler, 1878) (1878–1930), schottischer Fußballspieler
- George Anderson (Fußballspieler, 1881) (1881–??), englischer Fußballspieler
- George Anderson (Fußballspieler, 1887) (1887–1954), englischer Fußballspieler
- George Anderson (Fußballfunktionär) (1890–1985), kanadischer Fußballfunktionär
- George Anderson (Fußballspieler, 1893) (1893–1931), englischer Fußballspieler
- George Anderson (Fußballspieler, 1900) (1900–1975), kanadischer Fußballspieler
- George Anderson (Fußballspieler, 1904) (1904–1974), schottischer Fußballspieler
- George A. Anderson (1853–1896), amerikanischer Politiker (Illinois)
- George Burgwyn Anderson (1831–1862), Brigadegeneral der Konföderierten Staaten
- George Frederick Anderson (1793–1876), englischer Geiger
- George H. Anderson, amerikanischer Sound Editor
- George Lee Anderson (1934–2010), US-amerikanischer Baseballmanager, siehe Sparky Anderson
- George Thomas Anderson (1824–1901), Brigadegeneral der Konföderierten Staaten
- George Washington Anderson (1832–1902), amerikanischer Politiker (Missouri)
- George Weston Anderson (1861–1937), amerikanischer Jurist und Bundesrichter
- George Whelan Anderson junior (1906–1992), amerikanischer Admiral
- George William Anderson (1791–1857), britischer Kolonialbeamter
- Geraint Anderson (* 1972), britischer Investmentbanker
- Gerald Anderson (Radsportler), britischer Radrennfahrer
- Gerald Frank Anderson (1898–1983), britischer Schachkomponist und Jagdflieger
- Gerard Anderson (1889–1914), britischer Hürdenläufer
- Gerry Anderson (1929–2012), englischer Regisseur und Produzent
- Gerry Anderson (Moderator) († 2014), irischer Radiomoderator
- Gidske Anderson (1921–1992), norwegische Journalistin und Autorin
- Gilbert M. Anderson (1880–1971), US-amerikanischer Schauspieler, Regisseur und Produzent
- Gillian Anderson (* 1968), US-amerikanische Schauspielerin
- Gladstone Anderson († 2015), jamaikanischer Sänger und Pianist
- Gladys Anderson Emerson (1903–1984), US-amerikanische Biochemikerin
- Glenn Anderson (* 1960), kanadischer Eishockeyspieler
- Glenn M. Anderson (1913–1994), US-amerikanischer Politiker
- Gordon Anderson (* 19??), britischer Theater- und Fernsehregisseur
- Greg Anderson (Basketballspieler) (Gregory Wayne „Cadillac“ Anderson; * 1964), US-amerikanischer Basketballspieler
- Greg Anderson (Gitarrist) (* 1970), US-amerikanischer Gitarrist
- Greg Anderson (Pianist) (* 1981), amerikanischer Pianist, Komponist, Videoproduzent und Schriftsteller
- Gregory K. Anderson (* um 1969), US-amerikanischer Generalmajor
- Guy Anderson (1906–1998), US-amerikanischer Maler

### H
- Haley Anderson (* 1991), US-amerikanische Freiwasserschwimmerin
- Hans Anderson (1880–1965), deutscher Legationsrat
- Hans Anderson (Schriftsteller) (1934–2010), schwedischer Schriftsteller und Grafiker
- Happy Anderson (* 1976), US-amerikanischer Schauspieler
- Harlene Anderson (* 1942), US-amerikanische Psychologin, Psychotherapeutin und Sachbuchautorin
- Harry Anderson (1952–2018), US-amerikanischer Schauspieler, Drehbuchautor und Zauberkünstler
- Harry Bennett Anderson (1879–1935), US-amerikanischer Jurist
- Harvey Warren Anderson (1885–1971), Pilzkundler
- Hayward Anderson, US-amerikanischer Filmregisseur, Filmproduzent und Kameramann
- Haskell V. Anderson III (* 1943), US-amerikanischer Film- und Theaterschauspieler
- Heartley Anderson (1898–1978), US-amerikanischer American-Football-Spieler und -Trainer
- Heather Anderson (Politikerin) (* 1959),  schottische Politikerin und Landwirtin
- Heather Anderson (Footballspielerin) (1994–2022), australische Australian-Football-Spielerin
- Heidi Marguerite Anderson (* 1944), südafrikanisch-australische Paläobotanikerin
- Helen Eugenie Moore Anderson (1909–1997), US-amerikanische Diplomatin
- Henry Anderson (Footballspieler) (* 1991), US-amerikanischer American-Football-Spieler
- Henry Anderson, Spezialeffektkünstler
- Herbert Anderson (Schauspieler) (1917–1994), US-amerikanischer Schauspieler
- Herbert L. Anderson (1914–1988), US-amerikanischer Kernphysiker
- Hershel Anderson (* 1937), US-amerikanischer Sportschütze
- Hesper Anderson (1934–2018), US-amerikanische Drehbuchautorin
- Hope Arthurine Anderson (1950–2016), jamaikanische Schachspielerin
- Howard A. Anderson (1920–2015), US-amerikanischer Spezialeffekte-Techniker bei Film und Fernsehen
- Hugh Anderson (Rennfahrer) (* 1936), neuseeländischer Motorradrennfahrer
- Hugh C. Anderson (1851–1915), US-amerikanischer Politiker
- Hugh J. Anderson (1801–1881), US-amerikanischer Politiker

### I
- Ian Anderson (Politiker, 1925) (1925–2005), britischer Politiker der Isle of Man
- Ian Anderson (Snookerspieler) (* 1946), australischer Snookerspieler und Billardfunktionär
- Ian Anderson (* 1947), britischer Sänger, Komponist, Texter, Flötist und Gitarrist
- Ian Anderson (Fußballspieler, 1948) (* 1948), australischer Fußballspieler
- Ian Anderson (Politiker, 1953) (1953–2011), britischer Politiker
- Ian Anderson (Fußballspieler, 1954) (1954–2008), schottischer Fußballspieler
- Ian Anderson (Baseballspieler) (* 1998), amerikanischer Baseballspieler
- Ian A. Anderson (* 1947), englischer Folk-Musiker und Autor
- Ian M. Anderson (* 1985), US-amerikanischer Singer-Songwriter und Gitarrist
- Ijah Anderson (* 1975), englischer Fußballspieler
- Ike Anderson (* 1957), US-amerikanischer Ringer
- Iona Anderson (* 2005), australische Schwimmerin
- Isaac Anderson (1760–1838), US-amerikanischer Politiker
- Ivan Anderson (Cricketspieler) (* 1944), irischer Cricketspieler
- Ivan Anderson (Schauspielerin) (* 1981/1983), deutsche Schauspielerin
- Iván Anderson (* 1997), panamaischer Fußballspieler
- Ivie Anderson (1904–1949), US-amerikanische Jazzsängerin

### J
- J. Blaine Anderson (1922–1988), US-amerikanischer Jurist
- Jack Anderson (Journalist) (1922–2005), US-amerikanischer Journalist
- Jack Anderson (Radsportler) (* 1987), australischer Radrennfahrer
- Jack Anderson (Tanzkritiker) (1935–2023), US-amerikanischer Ballettkritiker und Lyriker
- Jack Z. Anderson (1904–1981), US-amerikanischer Politiker
- Jacob Anderson (* 1993), britischer Schauspieler
- Jamaal Anderson (* 1986), US-amerikanischer American-Football-Spieler
- James Anderson (Genealoge) (1662–1728), schottischer Genealoge, Antiquar und Historiker
- James Anderson (Freimaurer) (um 1678–1739), schottischer Prediger und Freimaurer
- James Anderson (Fotograf) (1813–1877), britisch-italienischer Fotograf
- James Anderson (Schauspieler, 1872) (1872–1953), schottischer Schauspieler
- James Anderson (Tennisspieler) (1894–1973), australischer Tennisspieler
- James Anderson (Schauspieler, 1921) (1921–1969), US-amerikanischer Schauspieler
- James Anderson (Kognitionswissenschaftler) (* 1940), US-amerikanischer Kognitionswissenschaftler
- James Anderson (Badminton) (* 1974), englischer Badmintonspieler
- James Anderson (Schauspieler, 1980) (* 1980), britischer Schauspieler, Regisseur und Produzent
- James Anderson (Cricketspieler) (* 1982), englischer Cricketspieler
- James Anderson (Footballspieler) (* 1983), US-amerikanischer American-Football-Spieler
- James Anderson (Basketballspieler) (* 1989), US-amerikanischer Basketballspieler
- James Anderson of Hermiston (1739–1808), schottischer Nationalökonom
- James G. Anderson (Soziologe) (* 1936), US-amerikanischer Soziologe
- James G. Anderson (* 1944), US-amerikanischer Geochemiker und Geophysiker
- James H. Anderson (1878–1936), US-amerikanischer Politiker
- James H. Anderson (Diplomat) (1833–1912), US-amerikanischer Rechtsanwalt und Diplomat
- James Lee Anderson (* 1958), US-amerikanischer Politiker (Republikaner)
- James Morsley Anderson (* 1940), US-amerikanischer Pathologe und Biomaterialwissenschaftler
- James Patton Anderson (1822–1872), US-amerikanischer General
- James Thomas Milton Anderson (1878–1946), kanadischer Politiker
- James William Anderson (* 1937), US-amerikanischer Singer-Songwriter, siehe Bill Anderson (Sänger)
- Jamie Anderson (Golfspieler) (1842–1905), schottischer Golfspieler
- Jamie Anderson (Kameramann), US-amerikanischer Kameramann
- Jamie Anderson (DJ), britischer DJ und Produzent
- Jamie Anderson (Schauspielerin), US-amerikanische Schauspielerin
- Jamie Anderson (Rennfahrer), britischer Rennfahrer
- Jamie Anderson (Schauspieler) (* 1989), US-amerikanischer Schauspieler
- Jamie Anderson (Snowboarderin) (* 1990), US-amerikanischer Snowboarderin
- Jan Anderson (1932–2015), neuseeländische Biochemikerin und Hochschullehrerin
- Jane Anderson (Journalistin) (1888–nach 1945), amerikanische Journalistin, Autorin und Radiopropagandistin
- Jane Anderson (Drehbuchautorin) (* um 1954), amerikanische Drehbuchautorin, Schauspielerin und Regisseurin
- Janet Anderson (Politikerin) (1949–2023), britische Politikerin
- Janet Anderson (Golfspielerin) (* 1956), US-amerikanische Golfspielerin
- Janet Anderson Perkin (1921–2012), US-amerikanische Baseballspielerin
- Jared Anderson (1974–2006), US-amerikanischer Bassist
- Jaret Anderson-Dolan (* 1999), kanadischer Eishockeyspieler
- Jasey-Jay Anderson (* 1975), kanadischer Snowboarder
- Jay Anderson (* 1955), US-amerikanischer Jazzmusiker
- Jean Anderson (Schauspielerin) (1907–2001), britische Schauspielerin
- Jean Anderson (Autorin) (1929–2023), US-amerikanische Kochbuchautorin
- Jean Anderson (Illustratorin) (* 1945), US-amerikanische Illustratorin und Herausgeberin
- Jean R. Anderson (* 1953), US-amerikanische Gynäkologin
- Jeff Anderson (* 1970), US-amerikanischer Schauspieler
- Jeffrey Anderson (1928–2014), kanadischer Hörfunkproduzent und Kritiker
- Jenny-Lyn Anderson (* 1992), australische Synchronschwimmerin
- Jermaine Anderson (* 1983), kanadischer Basketballspieler
- Jerry Anderson (1932–2009), puerto-ricanischer Wasserspringer
- Jessica Anderson (Schriftstellerin) (1916–2010), australische Schriftstellerin
- Jessica Anderson (Skirennläuferin) (* 1998), britische Skirennläuferin
- Jim Anderson (Fußballspieler) (James Henry Anderson; 1901–1966), nordirischer Fußballspieler
- Jim Anderson (Eishockeyspieler) (James William Anderson; 1930–2013), kanadischer Eishockeyspieler und -trainer
- Jim Anderson (Politiker) (* 1943), US-amerikanischer Politiker (Republikaner)
- Jim Anderson (Schwimmer) (James Allan Anderson; * 1963), britischer Schwimmer
- Jimmy Anderson (Fußballtrainer) (James Anderson; 1893–1970), englischer Fußballtrainer
- Jimmy Anderson (Fußballspieler, 1897) (James Ballantine Anderson; 1897–1990), schottischer Fußballspieler
- Jimmy Anderson (Fußballspieler, 1913) (James Anderson; 1913–1993), englischer Fußballspieler
- Jimmy Anderson (Eishockeyspieler) (1916–??), britischer Eishockeyspieler
- Jimmy Anderson (Fußballspieler, 1932) (James McFarland Anderson; 1932–2019), schottischer Fußballspieler
- Joanie Anderson (* 1986), US-amerikanische Snowboarderin
- Jodi Anderson (* 1957), US-amerikanische Mehrkämpferin
- Joe Anderson (Politiker) (* 1958), britischer Politiker (Labour Party), Bürgermeister von Liverpool
- Joe Anderson (* 1982), britischer Schauspieler
- Johann Anderson (1674–1743), deutscher Rechtsgelehrter, Sprachforscher und Politiker, Bürgermeister von Hamburg
- Johann Bernhard Anderson (1778–??), deutscher Beamter
- John Anderson (Naturphilosoph) (1726–1796), schottischer Naturphilosoph
- John Anderson (Politiker, 1792) (1792–1853), US-amerikanischer Politiker (Maine)
- John Anderson (Biologe) (1833–1900), schottischer Zoologe
- John Anderson (Gouverneur) (1858–1918), britischer Kolonialgouverneur
- John Anderson (Baseballspieler) (1873–1949), US-amerikanischer Baseballspieler
- John Anderson (Fußballspieler, 1878) (1878–??), englischer Fußballspieler
- John Anderson (Fußballspieler, 1879) (1879–??), schottischer Fußballspieler
- John Anderson, 1. Viscount Waverley (1882–1958), britischer Politiker
- John Anderson (Philosoph) (1893–1962), schottischer Philosoph
- John Anderson (Fußballspieler, 1900) (1900–??), englischer Fußballspieler
- John Anderson, Pseudonym von Heinrich Meyer (Literaturhistoriker) (1904–1977), deutsch-amerikanischer Literaturhistoriker und Schriftsteller
- John Anderson (Leichtathlet) (1907–1948), US-amerikanischer Diskuswerfer
- John Anderson (Fußballspieler, 1915) (1915–1987), schottischer Fußballspieler
- John Anderson (Politiker, 1917) (1917–2014), US-amerikanischer Politiker (Kansas)
- John Anderson (Trompeter) (1921–1974), US-amerikanischer Trompeter
- John Anderson (Schauspieler) (1922–1992), US-amerikanischer Schauspieler
- John Anderson (Kanute) (1924–2001), US-amerikanischer Kanute
- John Anderson (Segler) (* 1939), australischer Segler
- John Anderson (Sänger) (* 1954), US-amerikanischer Sänger
- John Anderson, 3. Viscount Waverley (* 1949), britischer Adliger
- John Anderson (Politiker, 1956) (* 1956), australischer Politiker
- John Anderson (Footballspieler) (* 1956), US-amerikanischer American-Football-Spieler
- John Anderson (Eishockeyspieler) (* 1957), kanadischer Eishockeyspieler und -trainer
- John Anderson (Schachspieler) (* 1957), englischer Schachspieler
- John Anderson (Fußballspieler, 1959) (* 1959), irischer Fußballspieler
- John Anderson (Wasserballspieler) (* 1962), kanadischer Wasserballspieler
- John Anderson (Reiter) (* 1966), kanadischer Springreiter
- John Anderson (Admiral), kanadischer Admiral
- John Anderson (Unternehmer), neuseeländischer Unternehmer
- John Anderson (* 1987), australischer Radrennfahrer, siehe Jack Anderson (Radsportler)
- John A. Anderson (1834–1892), US-amerikanischer Politiker
- John August Anderson (1876–1959), US-amerikanischer Astronom
- John B. Anderson (1922–2017), US-amerikanischer Politiker
- John George Clark Anderson (1870–1952), britischer Althistoriker und Epigraphiker
- John D. Anderson (Physiker) (* 1930), US-amerikanischer Physiker
- John D. Anderson (Ingenieur) (* 1937), US-amerikanischer Ingenieur
- John D’Arcy Anderson (1908–1988), britischer General
- John H. Anderson, Szenenbildner
- John Henry Anderson (1814–1874), schottischer Zauberkünstler, Erfinder und Autor
- John Macvicar Anderson (1835–1915), schottischer Architekt und Maler
- John Maxwell Anderson (1917–2011), US-amerikanischer Zoologe
- John Murray Anderson (1886–1954), kanadischer Schriftsteller, Regisseur und Theaterunternehmer
- John R. Anderson (* 1947), US-amerikanischer Psychologe
- John S. Anderson (* 1954), australischer Segler
- John Stuart Anderson (1908–1990), britischer Chemiker
- Johnny Anderson (Fußballspieler, 1921) (John Anderson; 1921–2006), englischer Fußballspieler
- Johnny Anderson (Fußballspieler, 1928) (John Lochart Anderson; 1928–2001), schottischer Fußballspieler
- Johnny Anderson (Fußballspieler, 1929) (John Anderson; 1929–2001), schottischer Fußballspieler
- Jon Anderson (* 1944), britischer Musiker
- Jon Anderson (Leichtathlet) (* 1949), US-amerikanischer Langstreckenläufer
- Jonathan W. Anderson (1890–1967), US-amerikanischer Generalmajor
- Joseph Anderson (1757–1837), US-amerikanischer Politiker
- Joseph Anderson (General) (* 1959), pensionierter US-amerikanischer Drei-Sterne-General
- Joseph Anderson (Prähistoriker) (1832–1916), schottischer Prähistoriker und Kurator
- Joseph Gaudentius Anderson (1865–1927), US-amerikanischer Geistlicher, Weihbischof in Boston
- Joseph H. Anderson (1800–1870), US-amerikanischer Politiker
- Joseph Reid Anderson (1813–1892), amerikanischer Ingenieur und Brigadegeneral
- Josh Anderson (Baseballspieler) (Joshua Aaron Anderson; * 1982), US-amerikanischer Baseballspieler
- Josh Anderson (Eishockeyspieler, 1994) (Joshua Anderson; * 1994), kanadischer Eishockeyspieler
- Josh Anderson (Eishockeyspieler, 1998) (* 1998), kanadischer Eishockeyspieler
- Joshua Anderson (Schauspieler), Schauspieler
- Joshua Anderson (Toningenieur), Toningenieur
- Josiah M. Anderson (1807–1861), US-amerikanischer Politiker
- Juan Carlos Anderson (1913–2005), argentinischer Leichtathlet
- Judith Anderson (1897–1992), australische Schauspielerin
- Julian Anderson (* 1967), britischer Komponist
- Julie Anderson, Dokumentarfilmproduzentin
- Juliet Anderson (1938–2010), US-amerikanische Pornodarstellerin
- Julio César Anderson (1947–2021), guatemaltekischer Fußballspieler
- June Anderson (* 1952), US-amerikanische Opernsängerin (Sopran)
- Junel Anderson (* 1990), österreichische Leichtathletin

### K
- Karen Anderson (Schriftstellerin) (1932–2018), US-amerikanische Fantasy-Autorin
- Karen Anderson (Leichtathletin) (* 1938), US-amerikanische Speerwerferin
- Karen Anderson (Squashspielerin) (* 1971), jamaikanische Squashspielerin
- Karen Anderson (Tennisspielerin) (* 1975), australische Tennisspielerin
- Karl Anderson (Maler) (1874–1956), US-amerikanischer Maler
- Karl Anderson (Leichtathlet) (1900–1989), US-amerikanischer Hürdenläufer
- Karl Anderson (Skirennläufer) (* 1953), US-amerikanischer Skirennläufer
- Karl Anderson (Wrestler) (* 1980), US-amerikanischer Wrestler
- Karoy Anderson (* 2004), englisch-jamaikanischer Fußballspieler
- Kate Anderson-Richardson (* 1973), australische Langstreckenläuferin
- Kate Anderson (Maskenbildnerin), australische Maskenbildnerin
- Kate Anderson (Cricketspielerin) (* 1996), neuseeländische Cricketspielerin
- Kelvin Anderson, kanadischer Gridiron-Football-Spieler
- Ken Anderson (Politiker) (1909–1985), australischer Politiker
- Ken Anderson (Autor) (1909–1993), US-amerikanischer Drehbuchautor
- Ken Anderson (Footballspieler, 1949) (* 1949), US-amerikanischer American-Football-Spieler
- Ken Anderson (Footballspieler, 1975) (1975–2009), US-amerikanischer American-Football-Spieler
- Ken Anderson (Wrestler) (* 1976), US-amerikanischer Wrestler

- Kenneth Anderson (Politiker) (1909–1985), australischer Politiker
- Kenneth Anderson (Schriftsteller) (1910–1974), indischer Schriftsteller
- Kenneth Anderson (Mediziner), Hämatologe und Onkologe
- Kenneth Anderson (Boxer) (* 1983), schottischer Boxer
- Kenneth Arthur Noel Anderson (1891–1959), britischer General und Gouverneur von Gibraltar
- Kenny Anderson (* 1970), US-amerikanischer Basketballspieler
- Kent Anderson (* 1962), US-amerikanischer American-Football-Trainer
- Keturah Anderson (* 1968), kanadische Leichtathletin
- Kevin Anderson (Schauspieler) (* 1960), US-amerikanischer Schauspieler
- Kevin Anderson (Klimatologe), britischer Maschinenbauingenieur und Klimatologe
- Kevin Anderson (Tennisspieler) (* 1986), südafrikanischer Tennisspieler
- Kevin B. Anderson (* 1948), US-amerikanischer Soziologe und Autor
- Kevin J. Anderson (* 1962), US-amerikanischer Schriftsteller
- Kristen Anderson-Lopez, US-amerikanische Schauspielerin, Drehbuchautorin und Musikproduzentin
- Kristian Anderson (1975–2012), australischer Blogger
- Kurt B. Anderson (* um 1945), pensionierter Generalmajor der US Air Force
- Kyan Anderson (* 1992), US-amerikanischer Basketballspieler
- Kyle Anderson (1987–2021), australischer Dartspieler
- Kyle Anderson (Basketballspieler) (* 1993), US-amerikanischer Basketballspieler
- Kym Anderson (* 1950), australischer Ökonom

### L
- Lance Anderson, US-amerikanischer Maskenbildner und Spezialeffektkünstler
- Larry Anderson (Schauspieler) (* 1952), US-amerikanischer Schauspieler und Magier
- Larry Anderson (Baseballspieler) (* 1952), US-amerikanischer Baseballspieler
- Larry Anderson (Footballspieler) (* 1956), US-amerikanischer Footballspieler
- Larry J. Anderson (* 1947), US-amerikanischer Virologe
- Larry W. Anderson (1940–2018), US-amerikanischer Künstler
- Larz Anderson (1866–1937), US-amerikanischer Diplomat
- Lauren Anderson (* 1980), US-amerikanisches Model
- Laurie Anderson (* 1947), US-amerikanische Performancekünstlerin und Musikerin
- Laurie Halse Anderson (* 1961), US-amerikanische Schriftstellerin
- Lena Anderson (* 1939), schwedische Illustratorin
- Leomie Anderson (* 1993), britisches Model
- Leroy Anderson (1908–1975), US-amerikanischer Komponist
- LeRoy H. Anderson (1906–1991), US-amerikanischer Politiker
- Les Anderson (1921–2001), US-amerikanischer Musiker
- Lesley Anderson-Herweck (* 1961), kanadische Ruderin
- Lew Anderson (1922–2006), US-amerikanischer Clown und Musiker
- Lewis Anderson (1890–1958), US-amerikanischer Leichtathlet
- Lewis Edward Anderson (1912–2007), US-amerikanischer Botaniker
- Lindsay Anderson (1923–1994), britischer Regisseur
- Lindsey Anderson (* 1985), US-amerikanische Hindernisläuferin
- Lisa Anderson (* 1950), US-amerikanische Politikwissenschaftlerin
- Lisa Arrindell Anderson (* 1969), US-amerikanische Schauspielerin
- Little Willie Anderson (1921–1991), US-amerikanischer Bluesmusiker
- Liz Anderson (1927–2011), US-amerikanische Countrysängerin
- Lola Anderson (* 1998), britische Ruderin
- Loni Anderson (1945–2025), US-amerikanische Schauspielerin
- Lorin W. Anderson (* 1945), US-amerikanischer Erziehungswissenschaftler
- Louie Anderson (1953–2022), US-amerikanischer Comedian
- Louis Anderson (* 1985), neuseeländischer Rugby-League-Spieler
- Louisa Garrett Anderson (1873–1943), britische Ärztin und Suffragette
- Luana Margo Anderson (1938–1996), US-amerikanische Schauspielerin und Drehbuchautorin
- Lucien Anderson (1824–1898), US-amerikanischer Politiker
- Lucy Anderson (Pianistin) (1797–1878), britische Pianistin
- Lucy Anderson (Politikerin), britische Politikerin (Labour Party)
- Lucy Hicks Anderson (1886–1954), afroamerikanische Socialite und Trans-Pionierin
- Lyall Anderson, britischer Paläontologe
- Lynford Anderson (1941–2020), jamaikanischer Toningenieur, Sänger und Plattenproduzent
- Lynn Anderson (1947–2015), US-amerikanische Countrysängerin

### M
- Madelyne Anderson (* 2001), US-amerikanische Beachvolleyballspielerin
- Madge Easton Anderson (1896–1982), schottische Rechtsanwältin
- Mal Anderson (* 1935), australischer Tennisspieler
- Malcolm Playfair Anderson (1879–1919), US-amerikanischer Zoologe, Forschungsreisender und Tiersammler
- Marc Anderson (* 1955), US-amerikanischer Perkussionist und Musikethnologe
- Marcus Anderson Jr., US-amerikanischer Schauspieler und Model
- Margaret Anderson (1886–1973), US-amerikanische Schriftstellerin und Herausgeberin
- Margaret Lavinia Anderson (* 1941), US-amerikanische Historikerin
- Margit Anderson, deutsche Schlagersängerin
- Marian Anderson (1897–1993), US-amerikanische Opernsängerin
- Marie Anderson (1842–1917), niederländische Schriftstellerin, Journalistin und Freidenkerin
- Mark Anderson (Schwimmer) (* 1952), australischer Schwimmer
- Mark Anderson (Leichtathlet, I), US-amerikanischer Langstreckenläufer
- Mark Anderson (Leichtathlet, 1958) (* 1958), US-amerikanischer Zehnkämpfer
- Mark Anderson (Fußballspieler, 1962) (* 1962), südafrikanischer Fußballspieler
- Mark Anderson (Pianist) (* 1964), US-amerikanischer Pianist
- Mark Anderson (Footballspieler) (* 1983), US-amerikanischer American-Football-Spieler
- Mark Anderson (Fußballspieler, 1989) (* 1989), englischer Fußballspieler
- Mark Anderson (Leichtathlet, 1991) (* 1991), belizischer Sprinter
- Marland Anderson († 2012), US-amerikanischer Pornodarsteller
- Martin Anderson († 2015), US-amerikanischer Wirtschaftswissenschaftler und Politikberater
- Martina Anderson (* 1962), irische Politikerin
- Marvin Anderson (* 1982), jamaikanischer Leichtathlet
- Mary Anderson (Schauspielerin, 1859) (1859–1940), US-amerikanische Bühnenschauspielerin
- Mary Anderson (Erfinderin) (1866–1953), US-amerikanische Erfinderin des Scheibenwischers
- Mary Anderson (Arbeiterführerin) (1872–1964), US-amerikanische Arbeiterführerin schwedischer Herkunft
- Mary Anderson (Schauspielerin, 1918) (1918–2014), US-amerikanische Filmschauspielerin
- Mary Anderson, Pseudonym von María Luz Galicia (* 1940), spanische Schauspielerin
- Mary B. Anderson (* 1939), US-amerikanische Ökonomin
- Matt Anderson (* 1968), puerto-ricanischer Segler
- Matthew Anderson (Volleyballspieler) (* 1987), US-amerikanischer Volleyballspieler
- Matthew Anderson (Fußballspieler) (* 2004), schottischer Fußballspieler
- Matthew Smith Anderson (1922–2006), britischer Historiker
- Matthew Tobin Anderson (* 1968), US-amerikanischer Autor
- Maxie Anderson, US-amerikanischer Ballonfahrer
- Maxwell Anderson (1888–1959), US-amerikanischer Dramatiker
- Melissa Sue Anderson (* 1962), US-amerikanische Schauspielerin
- Melody Anderson (* 1955), kanadische Schauspielerin
- Melville Best Anderson (1851–1933), US-amerikanischer Romanist, Italianist und Anglist
- Michael Anderson (Regisseur) (1920–2018), britischer Regisseur
- Michael Anderson, Jr. (* 1943), britischer Schauspieler
- Michael Anderson (Aborigine-Aktivist) (* 1951), australischer Aktivist der Aborigines
- Michael Anderson, schottischer Musiker, Schlagzeuger von Altered Images
- Michael Anderson (Basketballspieler) (* 1966), amerikanischer Basketballspieler
- Michael Anderson (Leichtathlet) (* 1967), jamaikanischer Sprinter
- Michael Anderson (Jazzmusiker) (* 1969), US-amerikanischer Jazztrompeter
- Michael Anderson Pereira da Silva (* 1983), brasilianischer Fußballspieler
- Michael J. Anderson (* 1953), US-amerikanischer Schauspieler
- Michael P. Anderson (1959–2003), US-amerikanischer Astronaut
- Michou Pascale Anderson (* 1968), deutsche Schauspielerin und Glasschmuckdesignerin
- Mikael Anderson (* 1998), isländisch-dänischer Fußballspieler
- Mike Rae Anderson (* 1972), US-amerikanischer Schauspieler, Filmproduzent, Filmregisseur, Filmeditor, Drehbuchautor und Kameramann
- Mikey Anderson (Michael Lyle Anderson; * 1999), US-amerikanischer Eishockeyspieler
- Miller Anderson (Wasserspringer) (1922–1965), US-amerikanischer Wasserspringer
- Miller Anderson (Musiker) (* 1945), britischer Musiker
- Milo Anderson (1910–1984), US-amerikanischer Kostümbildner
- Mitchell Anderson (Basketballspieler) (* 1960), US-amerikanischer Basketballspieler
- Mitchell Anderson (* 1975), australischer Triathlet
- Monika Krauße-Anderson (1929–2021), deutsche Filmregisseurin
- Moses Bosco Anderson (1928–2013), US-amerikanischer Bischof
- Murphy Anderson (1926–2015), US-amerikanischer Comiczeichner
- Murray Anderson (* 1968), südafrikanischer Hockeyspieler

### N
- Navasky Anderson (* 2000), jamaikanischer Mittelstreckenläufer
- Neil Anderson (1927–2010), neuseeländischer Vizeadmiral und Kommandeur der Streitkräfte (New Zealand Defence Force)
- Neil T. Anderson (* 1942), US-amerikanischer Ingenieur, Theologe und Autor
- Nels Anderson (1889–1986), US-amerikanischer Soziologe der Chicagoer Schule
- Nicholas Longworth Anderson (1838–1892), US-amerikanischer Offizier
- Nick Anderson (1937–2020), italienischer Schauspieler und Stuntman, siehe Nazzareno Zamperla
- Nick Anderson (Karikaturist), US-amerikanischer Karikaturist
- Nick Anderson (Basketballspieler) (* 1968), US-amerikanischer Basketballspieler
- Nick Anderson (Eishockeyspieler) (* 1979), US-amerikanischer Eishockeyspieler
- Nick Anderson (Musiker), britischer Jazzschlagzeuger
- Nicole Anderson (* 1990), US-amerikanische Schauspielerin
- Nikki Anderson (* 1977), ungarische Pornodarstellerin
- Nikolai Anderson (1845–1905), deutschbaltischer Philologe
- Nola Anderson Haynes (1897–1996), US-amerikanische Mathematikerin und Hochschullehrerin
- Norman Anderson (Leichtathlet) (Norman Frederick Anderson, 1902–1978), US-amerikanischer Leichtathlet
- Norman Anderson (Fußballspieler) (Norman Anthony Anderson Jr., * 1997), belizischer Fußballspieler
- Norman C. Anderson (1928–2020), US-amerikanischer Politiker

### O
- Oalex Anderson (* 1995), vincentischer Fußballspieler
- Olanda Anderson (* 1972), US-amerikanischer Boxer
- Ole Anderson (1942–2024), US-amerikanischer Wrestler und Manager, Wrestling-Promotor und Booker
- Oliver Anderson (* 1998), australischer Tennisspieler
- Orlando Anderson (1974–1998), US-amerikanisches Gangmitglied und mutmaßlicher Mörder von Tupac Shakur
- Orvil A. Anderson (1895–1965), US-amerikanischer Luftwaffengeneral
- Oskar Anderson (Maler) (1836–1868), schwedischer Historien- und Tiermaler, Zeichner und Lithograf
- Oskar Anderson (Statistiker) (1887–1960), deutscher Ökonom und Statistiker, Professor in Varna (Bulgarien), Sofia (Bulgarien), Kiel und München
- Oskar Anderson (Konjunkturforscher) (1922–2006), deutscher Ökonom und Statistiker, Professor in Mannheim und München
- Ottis Anderson (* 1957), US-amerikanischer American-Football-Spieler
- Otto Anderson (1900–1963), US-amerikanischer Zehnkämpfer

### P
- Pamela Anderson (* 1967), kanadische Schauspielerin und Fotomodell
- Patrice Anderson (* 1959), US-amerikanische Biathletin
- Patrick Anderson (Schriftsteller) (1915–1979), britisch-kanadischer Schriftsteller
- Patrick Anderson (Rollstuhlbasketballspieler) (* 1979), kanadischer Rollstuhlbasketballspieler
- Patrick Ryan Anderson (* 1987), US-amerikanischer Schauspieler
- Paul Anderson (Journalist) (1908–1972), deutscher Journalist
- Paul Anderson (Politiker), deutscher Politiker (DBD)
- Paul Anderson (Gewichtheber) (1932–1994), US-amerikanischer Gewichtheber
- Paul Anderson (Segler) (1935–2022), britischer Segler
- Paul Anderson (Filmeditor) († 2010), US-amerikanischer Filmeditor
- Paul Anderson (Rugbyspieler) (* 1971), englischer Rugby-League-Spieler
- Paul Anderson (Schauspieler) (* 1978), schottischer Schauspieler
- Paul Anderson (Fußballspieler) (* 1988), englischer Fußballspieler
- Paul Francis Anderson (1917–1987), US-amerikanischer Geistlicher, Bischof von Duluth
- Paul Irving Anderson (* 1942), deutscher Germanist
- Paul K. Anderson (1927–2014), US-amerikanischer Biologe
- Paul S. Anderson (* 1938), US-amerikanischer Chemiker
- Paul Thomas Anderson (* 1970), US-amerikanischer Regisseur und Drehbuchautor
- Paul W. S. Anderson (* 1965), britischer Filmregisseur
- Perry Anderson (Historiker) (* 1938), britischer Historiker
- Perry Anderson (Eishockeyspieler) (* 1961), kanadischer Eishockeyspieler
- Peter Anderson, US-amerikanischer Kameramann
- Peter Anderson (Politiker) (* 1947), australischer Politiker, Mitglied der Legislativversammlung und Minister von New South Wales
- Phil Anderson (Philip Grant Anderson; * 1958), australischer Radrennfahrer
- Philip Warren Anderson (1923–2020), US-amerikanischer Physiker
- Philip William Anderson (1915–1980), US-amerikanischer Filmeditor
- Pink Anderson (1900–1974), US-amerikanischer Musiker
- Poppy J. Anderson (* 1983), deutsche Autorin
- Porter W. Anderson junior (* 1937), US-amerikanischer Mikrobiologe
- Poul Anderson (1926–2001), US-amerikanischer Schriftsteller

### R
- Rachel Joy Anderson (* 1996), US-amerikanische Volleyballspielerin
- Rae Anderson (* 1953), australische Squashspielerin
- Raffaëla Anderson (* 1976), französische Pornodarstellerin
- Rasmus B. Anderson (1846–1936), US-amerikanischer Skandinavist, Hochschullehrer und Diplomat
- Ray Anderson (Unternehmer) (Ray C. Anderson; 1934–2011), US-amerikanischer Unternehmer
- Ray Anderson (Boxer) (* 1944), US-amerikanischer Boxer
- Ray Anderson (Musiker) (* 1952), US-amerikanischer Jazzposaunist
- Reid Anderson (Tänzer) (* 1949), kanadischer Tänzer, Ballettdirektor und Choreograph
- Reid Anderson (Musiker) (* 1970), US-amerikanischer Jazz-Bassist und Komponist
- Renee Anderson (* 1953), US-amerikanische Schauspielerin
- Richard Anderson (Offizier) (1907–1979), britischer Generalleutnant
- Richard Anderson (Schauspieler) (1926–2017), US-amerikanischer Schauspieler
- Richard Clough Anderson (1788–1826), US-amerikanischer Politiker
- Richard Dean Anderson (* 1950), US-amerikanischer Schauspieler
- Richard H. Anderson (* 1955), amerikanischer Manager im Transportbereich
- Richard Heron Anderson (1821–1879), US-amerikanischer General
- Richard L. Anderson, Tontechniker
- Robert Anderson (Mathematiker) (1668–1696), englischer Seidenweber und Mathematiker
- Robert Anderson (Offizier, 1741) (1741–1813), US-amerikanischer Offizier im Unabhängigkeitskrieg
- Robert Anderson (Geschäftsmann) (1803–1896), schottisch-kanadischer Geschäftsmann
- Robert Anderson (Offizier, 1805) (1805–1871), US-amerikanischer Offizier im Bürgerkrieg
- Robert Anderson (Autopionier), schottischer Autopionier
- Robert Anderson (Polizist) (1841–1918), britischer Kriminalbeamter
- Robert Anderson (Schauspieler) (1890–1963), dänisch-amerikanischer Schauspieler
- Robert Anderson (Schriftsteller) (1917–2009), US-amerikanischer Schriftsteller
- Robert Anderson (Sänger) (1919–1995), US-amerikanischer Gospelsänger
- Robert Anderson (Diplomat) (1922–1996), US-amerikanischer Diplomat
- Robert Anderson (Politiker) (1936–1996), neuseeländischer Politiker
- Robert B. Anderson (1910–1989), US-amerikanischer Geschäftsmann und Politiker
- Robert D. Anderson (* 1942), britischer Historiker
- Robert G. W. Anderson (* 1944), britischer Chemiehistoriker und Museumsdirektor
- Robert Houston Anderson (1835–1888), US-amerikanischer Brigadegeneral
- Robert Leroy Anderson († 2003), US-amerikanischer Serienmörder
- Robert M. Anderson (1824–1878), US-amerikanischer Politiker
- Robert Marshall Anderson (1933–2011), US-amerikanischer Bischof
- Robert Orville Anderson (1917–2007), US-amerikanischer Unternehmer und Wirtschaftsmanager
- Robert P. Anderson, US-amerikanischer Zoologe
- Robert R. Anderson, Mitbegründer von Frühneuhochdeutsches Wörterbuch
- Robert Rowand Anderson (1834–1921), schottischer Architekt
- Robert T. Anderson (Organist) (1934–2009), US-amerikanischer Organist und Musikpädagoge
- Robert T. Anderson (Politiker) (* 1945), US-amerikanischer Politiker
- Roberto Anderson, argentinischer Hockeyspieler
- Robin Anderson (Regisseurin) (1950–2002), australische Filmregisseurin
- Robin Anderson (Tennisspielerin) (* 1993), US-amerikanische Tennisspielerin
- Rocky Anderson (Ross Carl Anderson; * 1951), US-amerikanischer Politiker
- Roland Anderson (1903–1989), US-amerikanischer Szenenbildner
- Ron Anderson (Eishockeyspieler, 1945) (* 1945), kanadischer Eishockeyspieler
- Ron Anderson (Eishockeyspieler, 1948) (* 1948), kanadischer Eishockeyspieler
- Ron Anderson (Eishockeyspieler, 1950) (* 1950), kanadischer Eishockeyspieler
- Ron Anderson (Basketballspieler, 1958) (* 1958), US-amerikanischer Basketballspieler
- Ron Anderson (Musiker) (* 1959), US-amerikanischer Musiker
- Ron Anderson (Basketballspieler, 1989) (* 1989), US-amerikanischer Basketballspieler
- Ron Anderson (Badminton), kanadischer Badmintonspieler
- Rona Anderson (1926–2013), britische Schauspielerin
- Ronald Kinloch Anderson (1911–1984), schottischer Pianist, Musikpädagoge und Produzent
- Ronnie Anderson (Fußballspieler) (Ronald James Anderson; 1922–1984), englischer Fußballspieler
- Ronnie Anderson (Footballspieler) (Ronnie Darrell Anderson; * 1974), US-amerikanischer Footballspieler
- Rosa Anderson, deutsche Schriftstellerin
- Ross Anderson (Informatiker) (1956–2024), britischer Informatiker und Hochschullehrer
- Ross Anderson (Schwimmer) (* 1968), neuseeländischer Schwimmer
- Ross Anderson (Speedskifahrer) (* 1971), US-amerikanischer Speedskifahrer
- Ross Anderson (Schauspieler) (* 1987), britischer Schauspieler
- Roy C. Anderson (19262001), kanadischer Parasitologe
- Rudolf Anderson (1927–1962), US-amerikanischer Offizier
- Rudolph Martin Anderson (1876–1961), kanadischer Zoologe und Forschungsreisender
- Russ Anderson (Russell Vincent Anderson; * 1955), US-amerikanischer Eishockeyspieler
- Russell Anderson (* 1978), schottischer Fußballspieler
- Rusty Anderson (* 1958), US-amerikanischer Gitarrist
- Ryan Anderson (Baseballspieler) (* 1979), US-amerikanischer Baseballspieler
- Ryan Anderson (Radsportler) (* 1987), kanadischer Radsportler
- Ryan Anderson (Basketballspieler) (* 1988), US-amerikanischer Basketballspieler
- Ryan G. Anderson (* 1978), US-amerikanischer Offizier und Militärhistoriker

### S
- Sam Anderson (Schauspieler, 1945) (* 1945), US-amerikanischer Schauspieler
- Sam Anderson (* 1968), US-amerikanischer Rapper und Produzent, siehe Sam Sneed
- Sam Anderson (Schauspieler, 1977) (* 1977), indisch-tamilischer Schauspieler
- Samuel Anderson (Politiker) (1773–1850), US-amerikanischer Politiker
- Samuel Anderson (Leichtathlet) (1929–2012), kubanischer Leichtathlet
- Samuel Anderson (Schauspieler) (* 1982), britischer Schauspieler
- Samuel E. Anderson (1906–1982), US-amerikanischer General der Air Force
- Samuel Read Anderson (1804–1883), US-amerikanischer General der Konföderierten
- Sascha Anderson (Alexander Anderson; * 1953), deutscher Lyriker und Autor
- Scott Anderson (Journalist), kanadischer Journalist
- Scott Anderson (Schriftsteller) (* 1959), US-amerikanischer Schriftsteller und Journalist
- Scott Anderson (Baseballspieler) (* 1962), US-amerikanischer Baseballspieler
- Scott Anderson (Hockeyspieler) (* 1968), neuseeländischer Hockeyspieler
- Scott Anderson (Rugbyspieler) (* 1986), australischer Rugby-League-Spieler
- Scott Anderson (Rennfahrer) (* 1989), US-amerikanischer Automobilrennfahrer
- Scott Anderson (Sportschütze) (* 1994), australischer Sportschütze
- Scott Anderson (Segler) (* 1954), australischer Segler
- Scott E. Anderson (* 1964), US-amerikanischer Spezialeffektkünstler
- Scott G. Anderson (* 1972), britischer Schauspieler
- Sean Michael Anderson (* 1988), bekannt als Big Sean, US-amerikanischer Rapper
- Shamier Anderson (* 1991), kanadischer Schauspieler
- Shani Anderson (* 1975), britische Sprinterin
- Shawn Anderson (* 1968), kanadischer Eishockeyspieler
- Sherwood Anderson (1876–1941), US-amerikanischer Schriftsteller
- Signe Toly Anderson (1941–2016), US-amerikanische Sängerin
- Sigurd Anderson (1904–1990), US-amerikanischer Politiker
- Simeon H. Anderson (1802–1840), US-amerikanischer Politiker
- Solbjørk Minke Anderson (* 2004), dänische Radrennfahrerin
- Sonny Anderson (* 1970), brasilianischer Fußballspieler
- Sophie Anderson (Pornodarstellerin) (1987–2023), britische Pornodarstellerin, Model und TV-Reality-Teilnehmerin
- Sophie Anderson (Rugbyspielerin) (* 1998), schottische Rugbyspielerin
- Sophie Anderson (Schauspielerin), britische Schauspielerin
- Sophie Anderson (Schriftstellerin), britische Schriftstellerin
- Sophie Gengembre Anderson (1823–1903), französisch-britische Malerin
- Sparky Anderson (1934–2010), US-amerikanischer Baseballspieler und -trainer
- Spif Anderson (* 1972), deutscher Musikproduzent, Komponist und Musiker, siehe Roman Bichler
- Stan Anderson (Fußballspieler) (1934–2018), englischer Fußballspieler und -trainer
- Stan Anderson (Musiker) (* 1936), US-amerikanischer Musiker, Frontmann von Stan Anderson and his Blue Rhythm Boys
- Stanley Anderson (Schauspieler) (1939–2018), US-amerikanischer Schauspieler
- Stanley Thomas Anderson (* 1953), US-amerikanischer Jurist und Richter
- Stephen Anderson (Leichtathlet) (1906–1988), US-amerikanischer Hürdenläufer
- Stephen Anderson (Footballspieler) (* 1993), US-amerikanischer American-Football-Spieler
- Stephen Hale Anderson (* 1932), US-amerikanischer Jurist
- Stephen J. Anderson (Stephen John Anderson; * 1970), US-amerikanischer Regisseur, Drehbuchautor und Animator
- Stephen Milburn Anderson (1947–2015), US-amerikanischer Filmproduzent, Regisseur und Drehbuchautor
- Stephen Wayne Anderson (1953–2002), US-amerikanischer Mörder
- Steve Anderson (Journalist) (Stephen Nielson Anderson; 1948–2018), US-amerikanischer Journalist, Jurist und Politiker
- Steve Anderson (Produzent), US-amerikanischer Sänger und Musikproduzent
- Steve Anderson (Bassgitarrist), britischer Bassgitarrist
- Steve Anderson (Regisseur), US-amerikanischer Regisseur, Drehbuchautor und Filmproduzent
- Steven Clement Anderson (* 1936), US-amerikanischer Zoologe
- Steven James Anderson, bekannt als Steve Austin (* 1964), US-amerikanischer Wrestler und Schauspieler
- Stikkan Anderson (1931–1997), schwedischer Textautor und Musikverleger
- Stinson Anderson (1800–1857), US-amerikanischer Politiker
- Sydney Anderson (Politiker) (1881–1948), US-amerikanischer Politiker
- Sydney Anderson (Zoologe) (1927–2018), US-amerikanischer Zoologe und Museumskurator
- Sylvia Anderson (Regisseurin) (1927–2016), britische Filmregisseurin und -produzentin
- Sylvia Anderson (Sängerin) (* 1938), US-amerikanische Sängerin (Mezzosopran, Sopran) und Gesangspädagogin
- Sylvia Anderson (Schauspielerin), US-amerikanische Schauspielerin

### T
- Terry Anderson (1947–2024), US-amerikanischer Journalist und ehemalige Geisel
- Theodore Wilbur Anderson (1918–2016), US-amerikanischer Mathematiker
- Thomas Anderson (Leichtathlet), britischer Hochspringer
- Thomas Anderson (Chemiker) (1819–1874), schottischer Chemiker und Mediziner
- Thomas Anderson (Botaniker) (1832–1870), schottischer Botaniker
- Thomas Anderson (Fußballspieler, 1895) (1895–??), schottischer Fußballspieler
- Thomas Anderson (Fußballspieler, 1916) (1916–??), englischer Fußballspieler
- Thomas Anderson (Segler) (1939–2010), australischer Segler
- Thomas Anderson (Unternehmer) (* 1970), US-amerikanischer Internet-Unternehmer
- Thomas Lilbourne Anderson (1808–1885), US-amerikanischer Politiker
- Thomas M. Anderson (1836–1917), US-amerikanischer Brigadegeneral
- Thurman E. Anderson (* 1932), US-amerikanischer Generalmajor
- Tillie Anderson (1875–1965), US-amerikanische Radsportlerin
- Tim Anderson (Leichtathlet) (1925–2017), britischer Stabhochspringer
- Tim Anderson (Politikwissenschaftler) (* 1953), australischer Politikwissenschaftler und politischer Aktivist
- Tim Anderson (Maler) (* 1954), US-amerikanischer Maler
- Tim Anderson (Programmierer), US-amerikanischer Spiele-Programmierer
- Tim Anderson (Unternehmer), australischer Unternehmer, Mitgründer von Madman Entertainment
- Tim Anderson (Filmeditor), US-amerikanischer Filmeditor
- Tim Anderson (Baseballspieler) (* 1993), US-amerikanischer Baseballspieler
- Tim Anderson (Dirigent) (* 1992), britisch-deutscher Dirigent

- Tom Anderson (Informatiker) (Thomas E. Anderson; * 1961), US-amerikanischer Informatiker
- Tom Anderson (* 1970), US-amerikanischer Internet-Unternehmer, siehe Thomas Anderson (Unternehmer)
- Tom Anderson (Leichtathlet) (* 1990), britischer Langstreckenläufer
- Tom Anderson (Fußballspieler) (* 1993), englischer Fußballspieler
- Tommy Anderson (Eishockeyspieler) (Thomas Linton Anderson; 1911–1971), kanadischer Eishockeyspieler und -trainer
- Tommy Anderson (Fußballspieler) (Thomas Cowan Anderson; * 1934), schottischer Fußballspieler
- Tori Anderson (* 1988), kanadische Schauspielerin
- Trevor Anderson (* 1951), nordirischer Fußballspieler und Manager
- Tristan Anderson (* 1971), US-amerikanischer politischer Aktivist und Fotojournalist
- Ty Anderson (1908–1989), US-amerikanischer Eishockeyspieler
- Tycen Anderson (* 1999), US-amerikanischer American-Football-Spieler

### V
- Valdine Anderson (* 1960), kanadische Opernsängerin (Sopran)
- Verne Anderson (1937–1983), kanadischer Skirennläufer
- Vicki Anderson (alias Myra Barnes), US-amerikanische Soulsängerin
- Victor Emanuel Anderson (1902–1962), US-amerikanischer Politiker
- Viv Anderson (* 1956), englischer Fußballspieler und -trainer

### W
- W. H. Anderson (William Henry Anderson, auch Wallace Anderson; 1882–1955), kanadischer Sänger (Tenor), Komponist und Gesangspädagoge
- W. Harold Anderson (1902–1967), US-amerikanischer Basketballspieler und -trainer
- Wallace „Mad Bear“ Anderson (1927–1985), US-amerikanischer Aktivist, Tuscarora-Indianer
- Walt Anderson (* 1952), US-amerikanischer Zahnarzt und American-Football-Schiedsrichter
- Walter Anderson (1885–1962), deutscher Volkskundler
- Warner Anderson (1911–1976), US-amerikanischer Schauspieler
- Warren Anderson (1921–2014), US-amerikanischer Industriemanager
- Warren Anderson (Eishockeyspieler) (* 1952), kanadischer Eishockeyspieler
- Warren M. Anderson (1915–2007), US-amerikanischer Soldat, Rechtsanwalt und Politiker
- Wayne Anderson (* 1945), US-amerikanischer Schwimmer
- Wendell Anderson (1933–2016), US-amerikanischer Politiker und Eishockeyspieler
- Wes Anderson (Musiker) (* 1964), US-amerikanischer Jazzmusiker
- Wes Anderson (* 1969), US-amerikanischer Filmregisseur und -produzent
- Wil Anderson, australischer Komiker
- Wilhelm Anderson (1880–1940), estnischer Astrophysiker
- Will Anderson (* 2001), US-amerikanischer American-Football-Spieler
- William Anderson (Lenape) (indianischer Name Kik-tha-we-nund; um 1740–1831), Gründer von Anderson (Indiana)
- William Anderson (Naturforscher) (1750–1778), schottischer Naturwissenschaftler und Arzt
- William Anderson (Politiker, 1762) (1762–1829), US-amerikanischer Politiker (Pennsylvania)
- William Anderson (Gärtner) (1766–1846), englischer Gärtner
- William Anderson (Ingenieur) (1834–1898), britischer Ingenieur, Unternehmer und Philanthrop
- William Anderson (Mediziner) (1842–1900), britischer Chirurg, Hochschullehrer und Kunstsammler
- William Anderson (Cricketspieler) (1859–1923), britischer Cricketspieler
- William Anderson (Theaterleiter) (1868–1940), australischer Theaterleiter
- William Anderson (Kunsthistoriker) (1879–1939), schwedischer Kunsthistoriker
- William Anderson (Politikwissenschaftler) (1888–1975), US-amerikanischer Politikwissenschaftler
- William Anderson (Radsportler), kanadischer Radrennfahrer
- William Anderson (Leichtathlet) († 1915), britischer Leichtathlet
- William Anderson (Eishockeyspieler) (1901–1983), britischer Eishockeyspieler
- William Anderson (Politiker, 1904) (1904–1990), australischer Politiker
- William Anderson (Marineoffizier) (1921–2007), US-amerikanischer Marineoffizier, Entdeckungsreisender und Politiker
- William Anderson (Komponist), US-amerikanischer Komponist
- William Anderson (Schiedsrichter) (* 1979), puerto-ricanischer Fußballschiedsrichter
- William B. Anderson (1830–1901), US-amerikanischer Politiker
- William Blair Anderson (1877–1960), britischer Klassischer Philologe
- William C. Anderson (Unternehmer), US-amerikanischer Automobilunternehmer
- William Charles Anderson (1920–2003), US-amerikanischer Science-Fiction-Autor
- William Clayton Anderson (1826–1861), US-amerikanischer Politiker
- William Cliffe Foley Anderson (1865–1935), britischer Altphilologe
- William Coleman Anderson (1853–1902), US-amerikanischer Politiker
- William Crawford Anderson (1877–1919), britischer Politiker
- William Eric Kinloch Anderson, britischer Literaturwissenschaftler und Herausgeber
- William French Anderson (* 1936), US-amerikanischer Genetiker und Molekularbiologe
- William Henry Anderson (1882–1955), kanadischer Sänger (Tenor), Komponist und Gesangspädagoge, siehe W. H. Anderson
- William Henry Anderson (Entomologe) (1908–1997), US-amerikanischer Entomologe
- William Louis Anderson (1882–1972), britischer Geistlicher, Bischof von Salisbury
- William M. Anderson (1948–2022), irischer Filmeditor
- William Scovil Anderson (* 1927), US-amerikanischer Klassischer Philologe
- William T. Anderson (1840–1864), US-amerikanischer Partisanenführer
- Willie Anderson (Golfspieler) (William Law Anderson; 1879–1910), schottisch-US-amerikanischer Golfspieler
- Willie Anderson (Musiker) (1924–1971), US-amerikanischer Jazzpianist
- Willie Anderson (Fußballspieler) (William John Anderson; * 1947), englischer Fußballspieler
- Willie Anderson (Rugbyspieler) (* 1955), irischer Rugbyspieler und -trainer
- Willie Anderson (Basketballspieler) (Willie Lloyd Anderson Jr.; * 1967), US-amerikanischer Basketballspieler
- Willie Anderson (Footballspieler) (* 1975), US-amerikanischer American-Football-Spieler und Unternehmer
- Willie Lee Anderson, Jr., bekannt als Flipper Anderson (* 1965), US-amerikanischer American-Football-Spieler

### Y
- Yul Anderson (1958–2021), US-amerikanischer Pianist, Gitarrist und Sänger

### Z
- Zachary Anderson (* 1991), australischer Fußballspieler
- Zack Anderson (* 1990), US-amerikanischer Bassist

## Anderson als Künstlername
- Anderson Luís de Abreu Oliveira (* 1988), brasilianischer Fußballspieler
- Anderson Cléber Beraldo (* 1980), brasilianischer Fußballspieler
- Robert Anderson Cavalheiro (* 1983), brasilianischer Fußballspieler
- Anderson Barreto Cordeiro Ferreira (* 1990), brasilianischer Fußballspieler
- Anderson de Lima Freitas (* 1979), brasilianischer Fußballspieler
- Anderson Grasiane de Mattos Silva (* 1982), brasilianischer Fußballspieler
- Anderson Gonçalves Pedro (* 1980), brasilianischer Fußballspieler
- Anderson Ricardo dos Santos (* 1983), brasilianischer Fußballspieler
- Anderson Luiz Schveitzer (* 1974), brasilianischer Fußballspieler
- Anderson Alves da Silva (* 1983), brasilianischer Fußballspieler
- Anderson Santos Silva (* 1981), brasilianischer Fußballspieler